# Сипуховые
Сипуховые (лат. Tytonidae) — одно из двух семейств совообразных.
Характерными особенностями семейства сипуховых можно назвать длинные острые крылья и длинные ноги; коготь среднего пальца — с зазубринами по краям. Тело стройное, голова узкая и длинная, что отличает сипуховых от настоящих сов. Голова большая, лицевой диск сердцевидной формы, хорошо развитый. Радужина тёмная, клюв светловатый. Окраска оперения сочетает оттенки охристого, розоватого, пепельного и кремового цветов, встречаются чёрные и белые пятна. Глаза некрупные, череп вытянутый. Форма грудины у сипуховых и совиных различается: у первых довольно широкий сужающийся ближе к желудку киль.
Все сипуховые являются ночными охотниками и питаются в основном мелкими млекопитающими, такими как мыши, землеройки, а также небольшими птицами, крупными насекомыми. Чтобы избежать звуков при полёте, на их перьях имеется специальный пух, а сами перья имеют особое строение.

## Систематика
Международный союз орнитологов относит к семейству сипуховых два рода и 20 видов
- Род Tyto Billberg, 1828 — Сипухи
  - Вид Tyto tenebricosa (Gould, 1845) — Чёрная сипуха
  - Вид Tyto multipunctata Mathews, 1912
  - Вид Tyto inexpectata (Schlegel, 1879) — Минахасская сипуха, или целебесская сипуха
  - Вид Tyto nigrobrunnea Neumann, 1939 — Талиабуская сипуха, или чёрно-бурая сипуха
  - Вид Tyto sororcula (Sclater, 1883) — Малая масковая сипуха
  - Вид Tyto manusi Rothschild & Hartert, 1881 — Манусская сипуха
  - Вид Tyto aurantia (Salvadori, 1881) — Золотистая сипуха
  - Вид Tyto novaehollandiae (Stephens, 1826) — Австралийская сипуха
  - Вид Tyto rosenbergii (Schlegel, 1866) — Сулавесская сипуха
  - Вид Tyto soumagnei (Grandidier, 1878) — Мадагаскарская сипуха
  - Вид Tyto alba (Scopoli, 1769) — Обыкновенная сипуха
  - Вид Tyto furcata (Temminck, 1827)
  - Вид Tyto javanica (Gmelin, 1788)
  - Вид Tyto deroepstorffi (Hume, 1875)
  - Вид Tyto glaucops (Kaup, 1852) — Пепельнолицая сипуха
  - Вид Tyto capensis (A. Smith, 1834) — Капская сипуха
  - Вид Tyto longimembris (Jerdon, 1839) — Восточная травяная сипуха
  - Вид Tyto prigoginei (Schouteden, 1952) — Африканская масковая сипуха

- Род Phodilus Geoffroy, 1830 — Масковые сипухи, или серые сипухи[6]
  - Вид Phodilus badius (Horsfield, 1821) — Восточная масковая сипуха
  - Вид Phodilus assimilis Hume, 1877 — Цейлонская масковая сипуха

## Ископаемые роды
Ископаемые окаменелости семейства Сипуховые известны с Эоцена, и в конечном итоге оно уступило свои позиции настоящим совам в неогеновую эпоху. Два подсемейства известны только по окаменелостям родов Necrobyinae и Selenornithinae. Описано как минимум четыре вымерших рода сипух:
- Род Nocturnavis (поздний Эоцен / ранний Олигоцен) – включая Bubo incertus
- Род Necrobyas (поздний Эоцен / ранний Олигоцен – ранний Миоцен,Франции) – включая Bubo arvernensis и Paratyto
- Род Selenornis (поздний Эоцен / ранний Олигоцен графства Керси, Франция) – включая Asio henrici
- Род Prosybris (поздний Эоцен / ранний Олигоцен графства Керси (?) – ранний Миоцен Франции и Австрии)

## Неопределенное положение
- Tytonidae gen. et sp. названный. "TMT 164" (средний Миоцен La Grive-Saint-Alban, Франция) - Prosybris?
- Род Palaeotyto (поздний Эоцен / ранний Олигоцен) графства Керси, Франция. Положение в этом семействе условно, возможно, род принадлежит семейству Sophiornithidae
- Род Palaeobyas (поздний Эоцен / ранний Олигоцен) графства Керси, Франция. Положение в этом семействе условно, возможно, род принадлежит семейству Sophiornithidae

## Ареал
Представители семейства встречаются на всех континентах, кроме Антарктиды.
Один из видов масковых сипух, восточная масковая сипуха, распространен в Юго-Восточной Азии, другой — африканская — в Центральной Африке.
Наиболее обширный ареал имеет обыкновенная сипуха: он включает Европу (в том числе Калининградскую область России, Белоруссию, западные и центральные области Украины и Молдавию), Африку, Ближний Восток, Южную и Юго-Восточную Азию, Новую Гвинею и Австралию, и всю Америку, за исключением северных районов Канады и Аляски.
Tyto glaucops — эндемик острова Гаити в Карибском бассейне. Капская сипуха обитает в Южной и Центральной Африке, Мадагаскарская — на Мадагаскаре. Остальные виды являются эндемиками Австралии, Новой Гвинеи, Новой Британии, острова Манус и островов Индонезии.
Сипуховые не обитают на Крайнем Севере, обширных районах Азии и в Новой Зеландии.

## Галерея

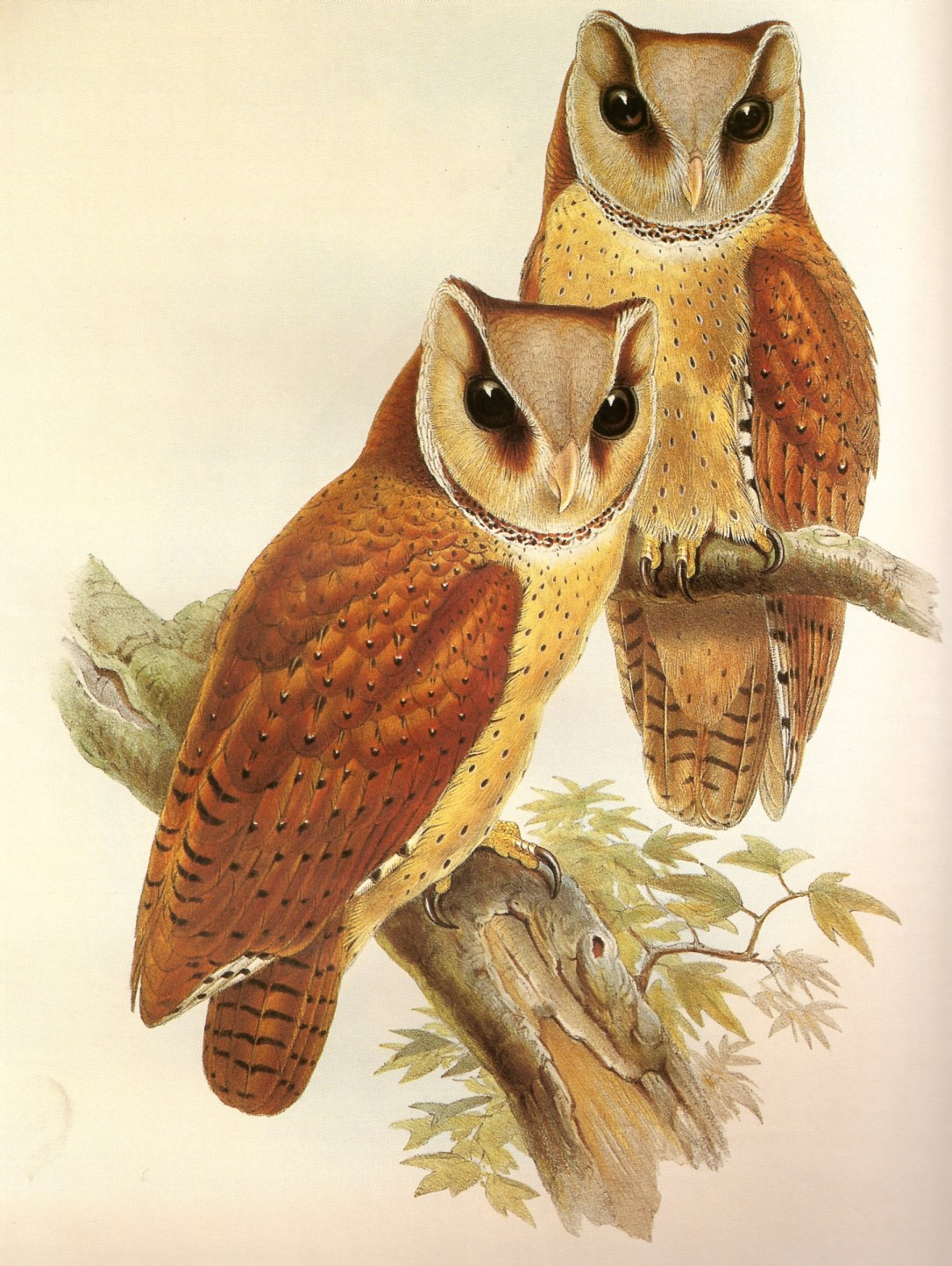
Восточная масковая сипуха
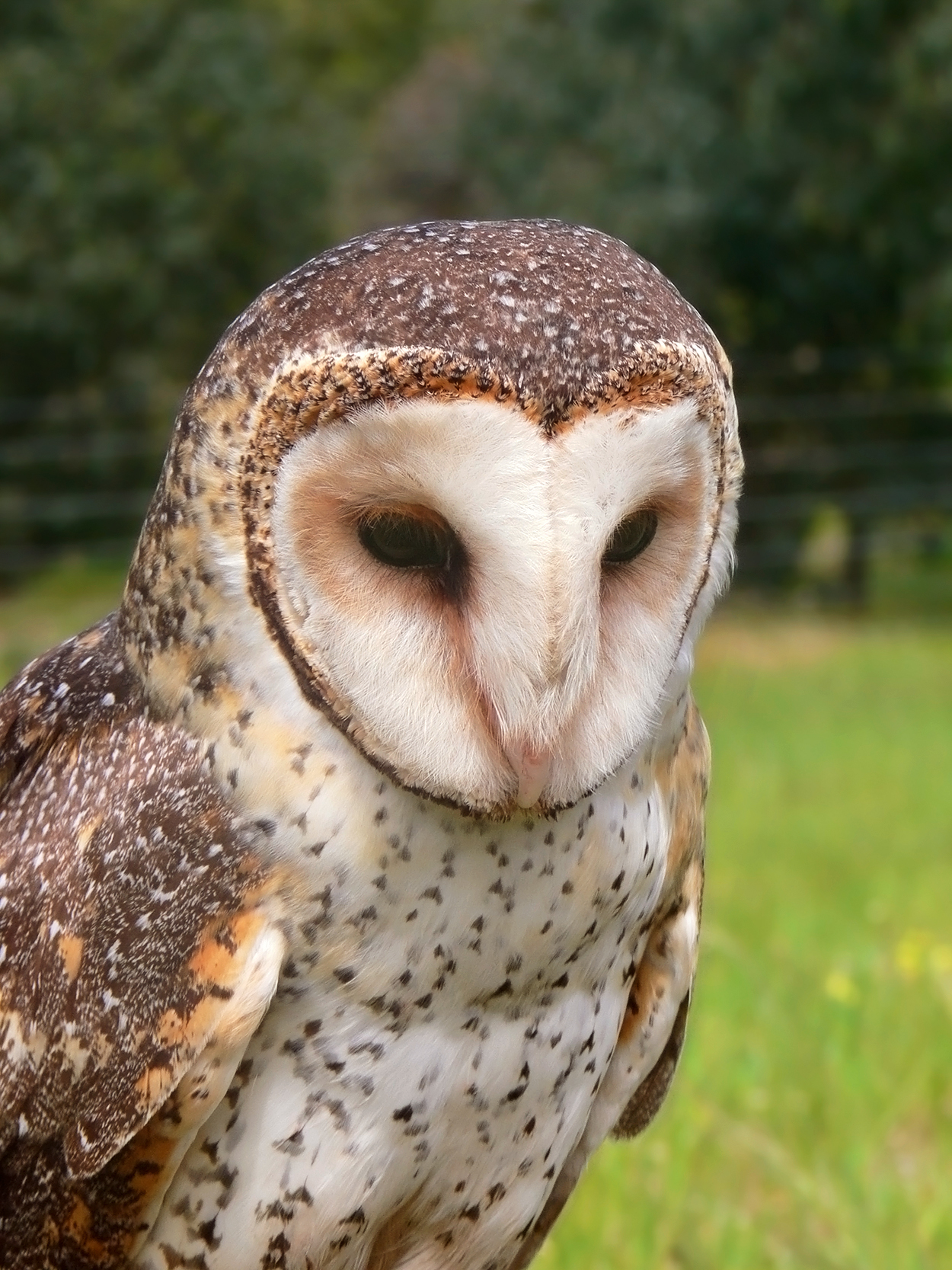
Австралийская сипуха
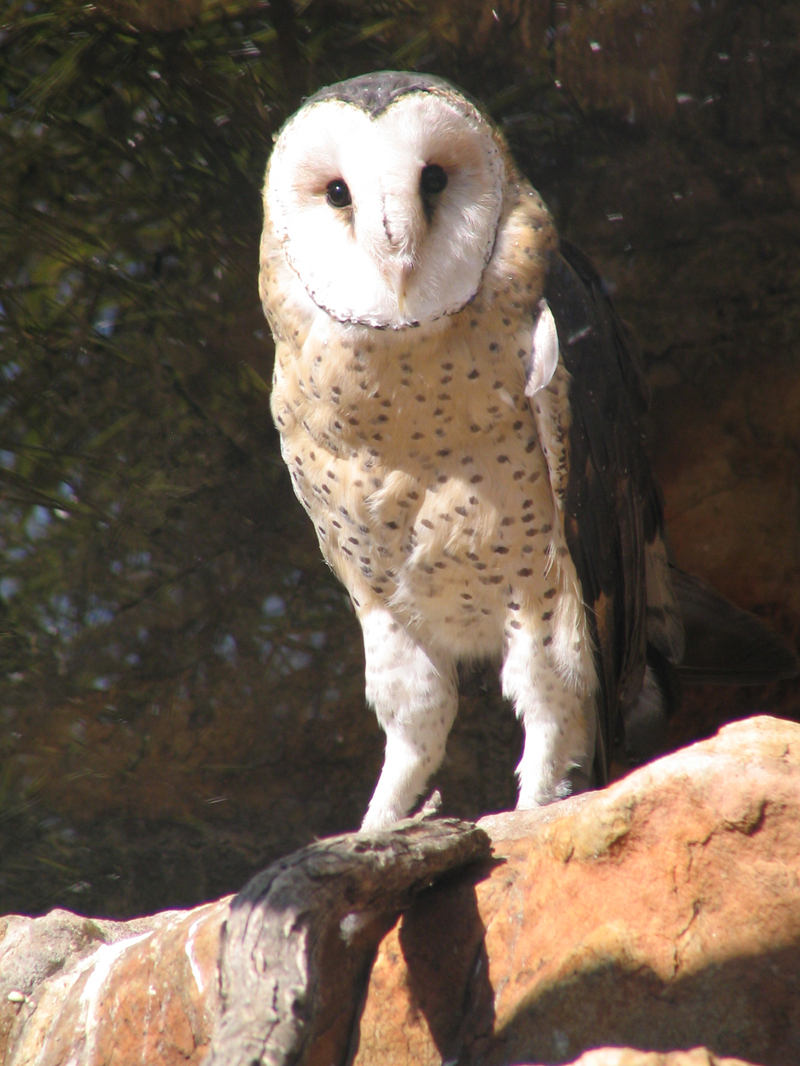
Капская сипуха
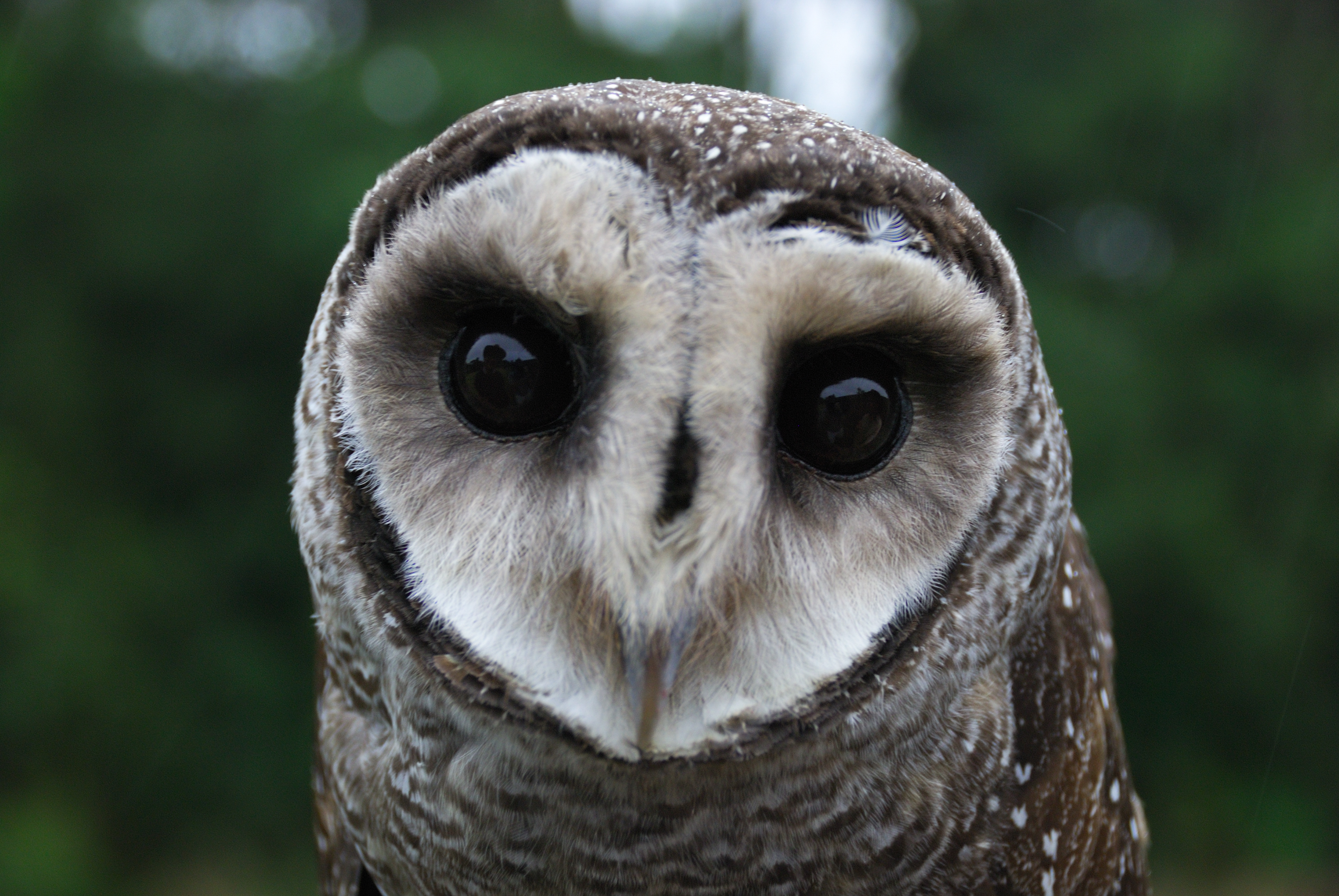
Tyto multipunctata
Фильм «Легенды ночных стражей» — типичным представителем сипуховых является персонаж Сорен

### В искусстве
Один из представителей семейства — золотистая сипуха, изображена на обложке альбома «Diamond Eyes» группы Deftones.